# Klooster Ravensbosch
Het Klooster Ravensbosch is een voormalig klooster in de gemeente Valkenburg aan de Geul in de Nederlandse provincie Limburg. Het klooster ligt in het noorden van de gemeente, ten westen van Arensgenhout en ten oosten van het Ravensbosch. Aan de noordzijde van dat bos ligt, niet ver van het klooster vandaan, het terrein waar de Romeinse villa Op den Billich gevonden is.
Het witte gebouw is opgetrokken in neoclassicistische stijl en is E-vormig. Midden achter de ingangspartij is de kapel gebouwd in baksteen. De kapel heeft drie beuken, rondbogen en grote kapitelen rustend op zware pilaren.

## Geschiedenis
Van 1880-1885 verbleef een groep Duitse Oblaten van de Onbevlekte Maagd Maria in het Huis Opveld te Heer bij Maastricht. Zoals zoveel kloosterlingen in die tijd, waren ze waarschijnlijk vanwege de Kulturkampf het Duitse Rijk ontvlucht.
In 1885 bouwden de paters een definitief klooster bij Arensgenhout met daarbij een school en pensionaat waar nieuwe paters opgeleid konden worden. In 1890 werd de oostvleugel verhoogd met drie bouwlagen. In 1896 werden de drie extra bouwlagen verstevigd door drie traptorens. In 1900 bouwde men in contrasterende stijl een kapel naar het ontwerp van architect Peters uit Aken.
Eind 20e eeuw werd het klooster verkocht. In 1993 bouwde men naast het klooster een complex met geschakelde bungalows die een zorgbestemming kregen.
Van oktober 2001 tot 2006 huurde helderziende Jomanda een deel van het gebouw om in te wonen en in de voormalige kapel bijeenkomsten te houden. Ook kwam er een restaurant en konden bezoekers er overnachten.

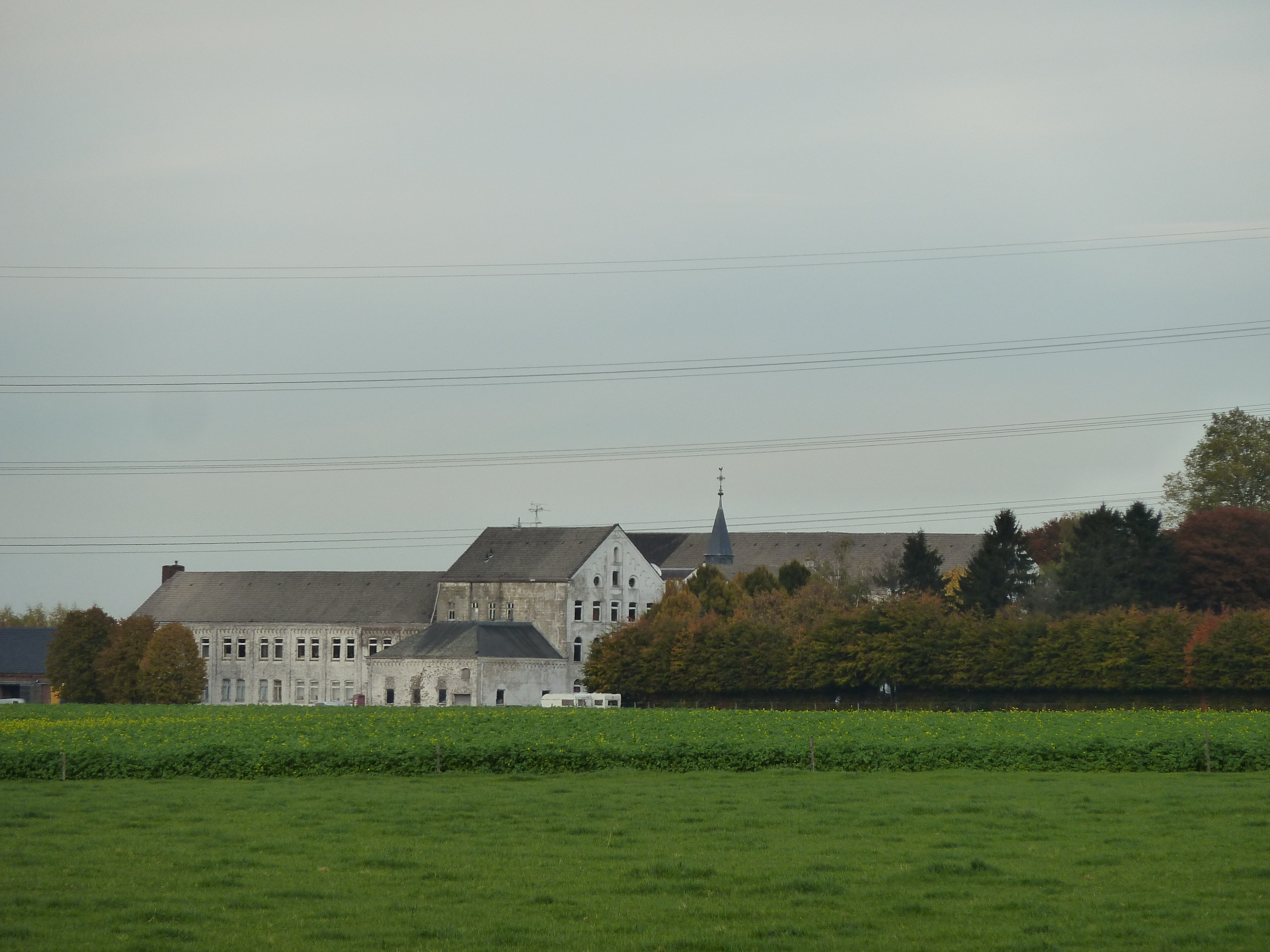
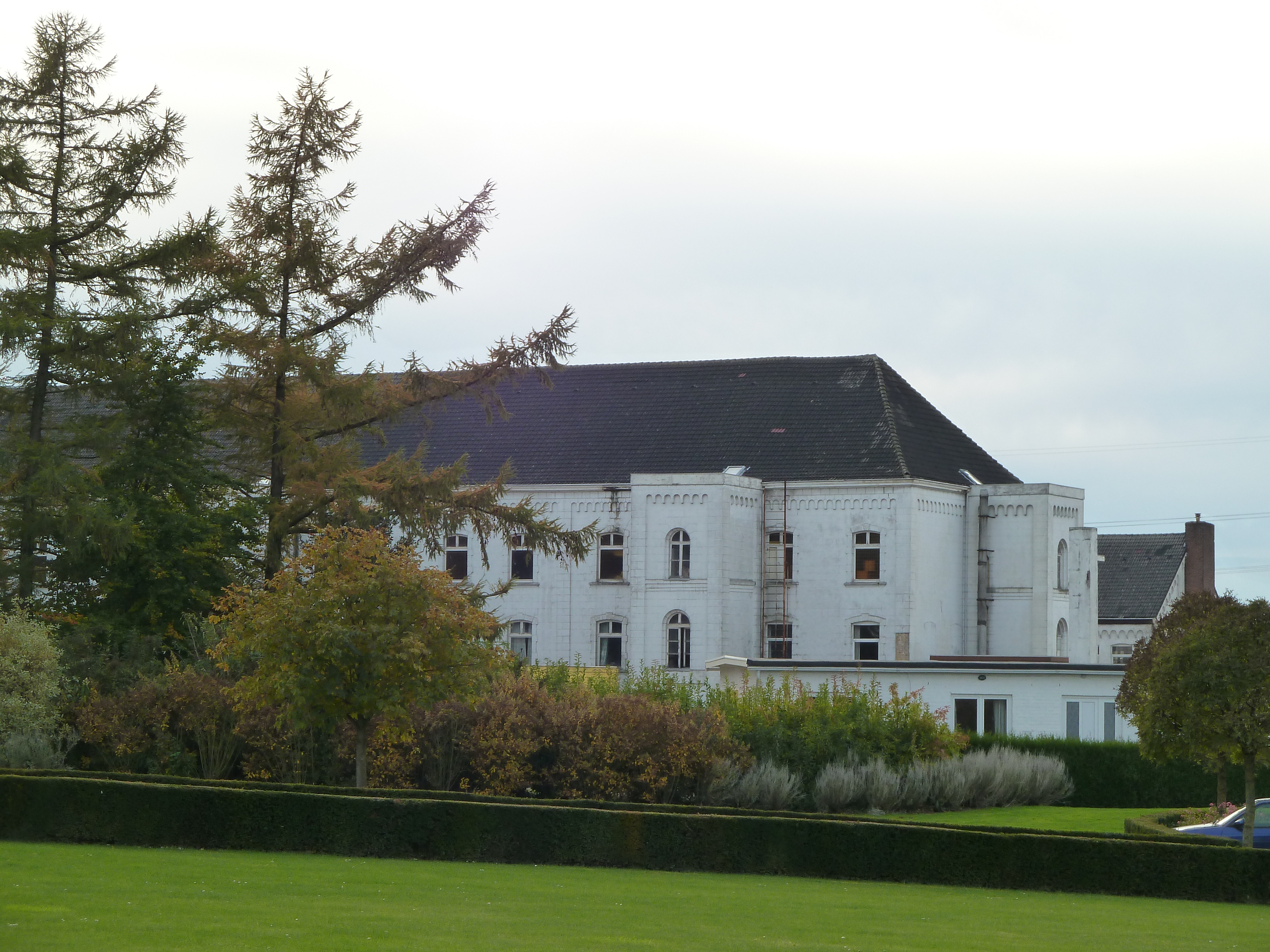
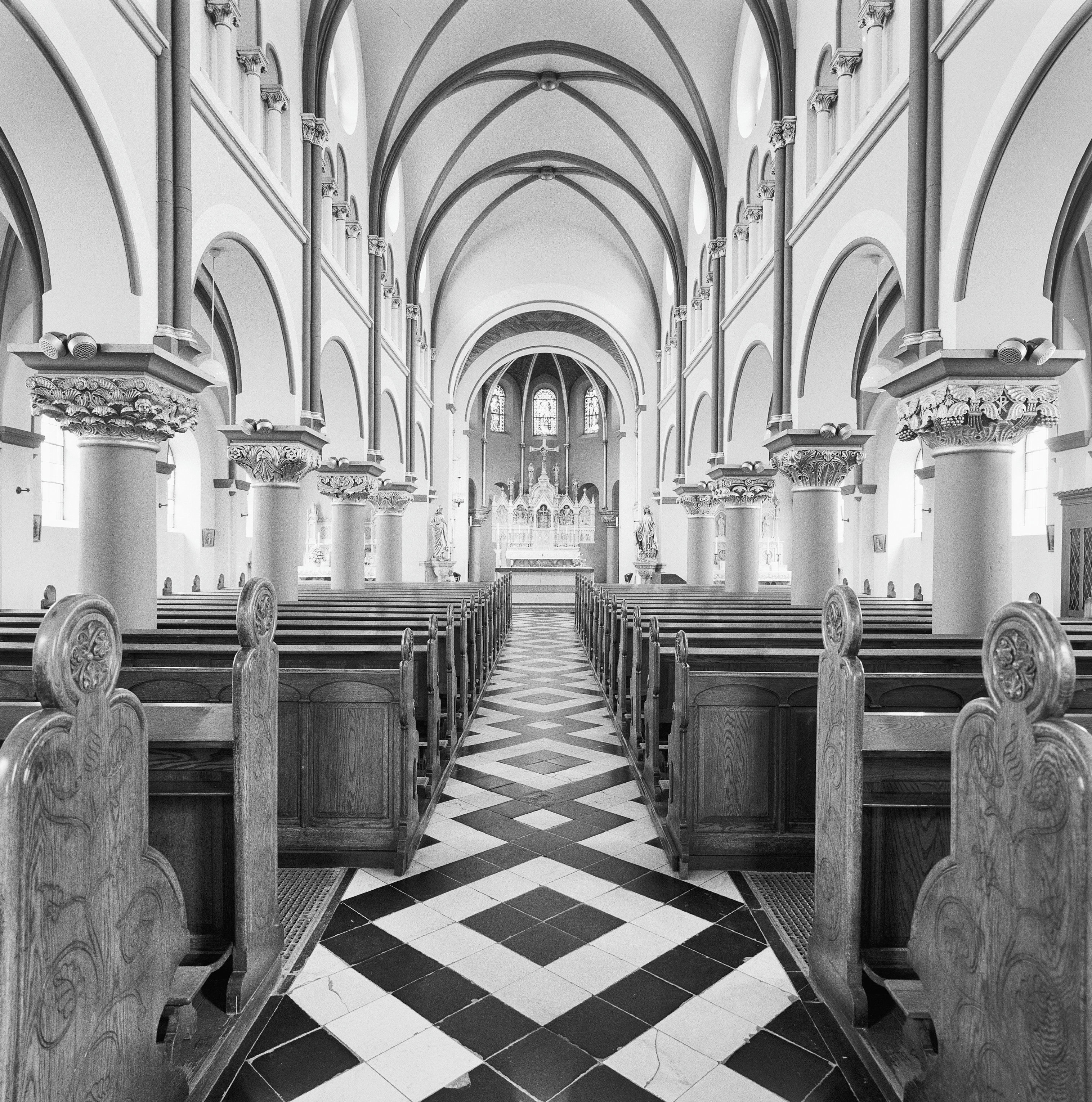